# Oekraïens-Orthodoxe Kerk patriarchaat van Kiev

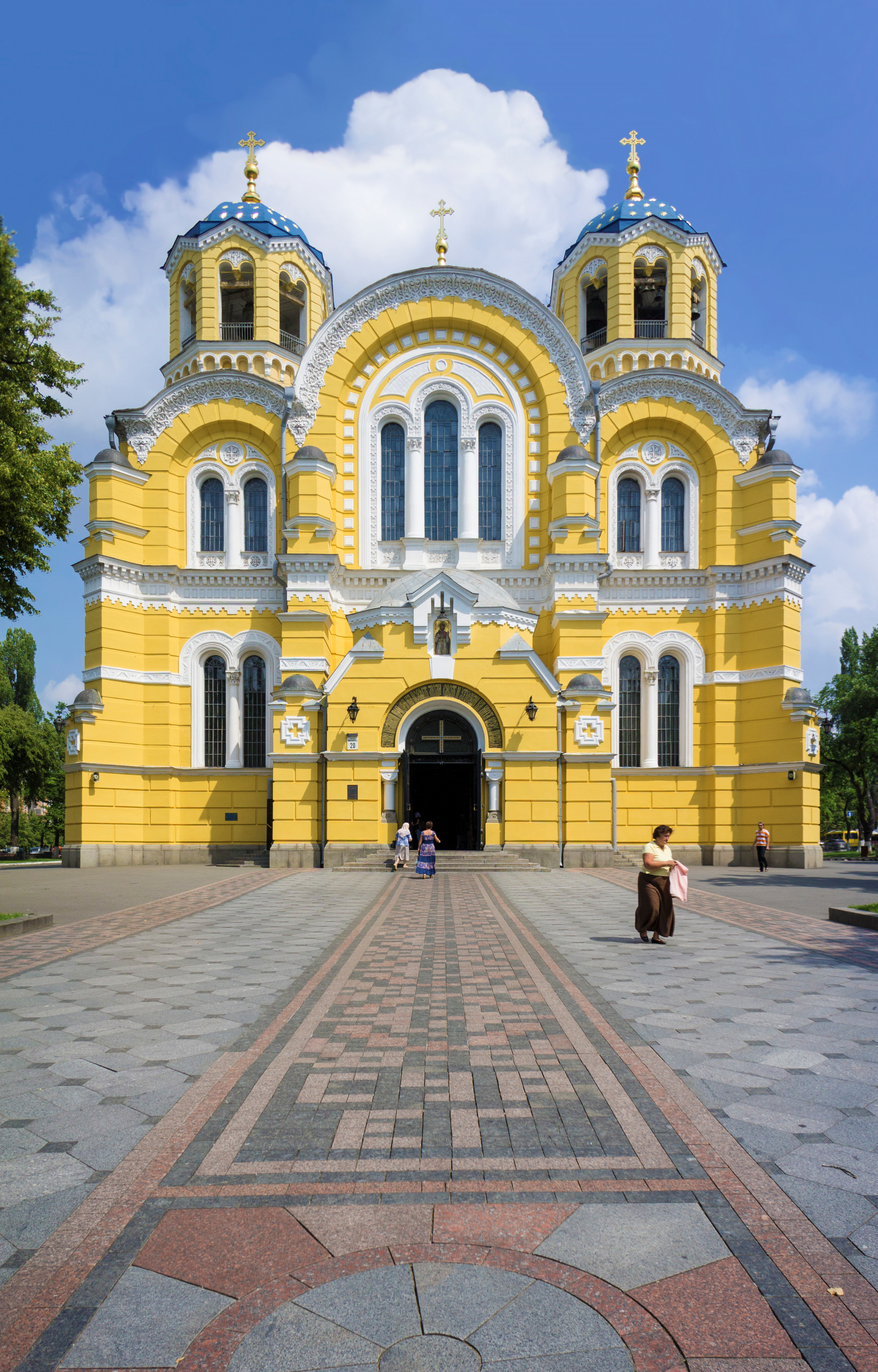
De Vladimirkathedraal, zetel van de patriarch in Kiev.

De Oekraïens-Orthodoxe Kerk patriarchaat van Kiev (Oekraïens: Українська Православна Церква Київського Патріархату, Ukraïnska Pravoslavna Tserkva Kïevskogo Patriarchaty, afgekort: УПЦ-КП) was tot december 2018 een van de rivaliserende oosters-orthodoxe kerken in Oekraïne. In dat jaar fuseerde de kerk met andere orthodoxe kerkgemeenschappen in Oekraïne tot de Oekraïens-Orthodoxe Kerk. In 2019 werd ze opnieuw opgericht na een afscheuring van de pas opgerichte Oekraïens-Orthodoxe Kerk.

## Geschiedenis
Al in 1990, toen Oekraïne zich voorbereidde op de onafhankelijkheid, begonnen Oekraïense bisschoppen van de Russisch-Orthodoxe Kerk te ijveren voor een zelfstandiger Oekraïense kerk. De Oekraïense kerk was toen niet meer dan een exarchaat van de Russische kerk. Als antwoord op hun wensen kreeg de Oekraïens-Orthodoxe Kerk patriarchaat van Moskou in dat jaar de status van ‘zelfbesturende kerk’. Het verlangen naar nog meer zelfstandigheid bleef echter.
In april 1992 wees de Russische moederkerk een verzoek van metropoliet Filaret van Kiev om een autocefale status voor de Oekraïens-Orthodoxe Kerk af. Moskou besloot meteen Filaret af te zetten en wees Volodymyr (Viktor Sabodan) aan als diens opvolger. In juni van dat jaar stichtten Filaret en zijn medestanders de Oekraïens-Orthodoxe Kerk patriarchaat van Kiev. De nieuwe kerk streefde naar een fusie met de Oekraïense autocefale Orthodoxe Kerk. Inderdaad fuseerden de beide kerken kortstondig, met Mstyslav (Skrypnyk), afkomstig uit de ‘autocefale kerk’, als ‘Patriarch van Kiev en heel Oekraïne’. Na diens dood in 1993 gingen beide kerken weer hun eigen weg.
De opvolger van Mstyslav in de Oekraïens-Orthodoxe Kerk patriarchaat van Kiev werd Volodymyr (Romaniuk). Na diens dood in 1995 werd metropoliet Filaret verkozen tot patriarch van de Kievse Oekraïens-Orthodoxe Kerk. In 1997 werd hij door de Russisch-Orthodoxe Kerk in de ban gedaan. De Oekraïens-Orthodoxe Kerk patriarchaat van Kiev is door geen enkele andere orthodoxe kerk erkend. De enige erkende kerk in Oekraïne was de Oekraïens-Orthodoxe Kerk patriarchaat van Moskou.
De kerkscheuring leidde tot vele conflicten tussen de kerk van het patriarchaat van Moskou en die van het patriarchaat van Kiev over het gebruik van kerkgebouwen. Op de Krim wordt de Oekraïens-Orthodoxe Kerk patriarchaat van Kiev sinds de annexatie door Rusland in 2014 zelfs vervolgd. Op 31 augustus 2017 werd de kathedraal van de kerk in Simferopol met instemming van de Russische autoriteiten geplunderd.
Het voornaamste kerkgebouw is de Heilige Vladimirkathedraal in Kiev. Overeenkomstig een telling van het Razumkov Centrum behoort 21,8% van de Oekraïense populatie tot de 'Oekraïens-Orthodoxe Kerk patriarchaat van Kiev'. Volgens de gegevens van het CIA World Factbook is dit 50%.

## Kerkfusie
Op 15 december 2018 besliste een concilie in Kiev, bestaande uit vertegenwoordigers van de Oekraïens-Orthodoxe Kerk patriarchaat van Kiev en de Oekraïense autocefale Orthodoxe Kerk en twee vertegenwoordigers van de Oekraïens-Orthodoxe Kerk patriarchaat van Moskou (die het concilie officieel boycotte), tot een fusie. Zo ontstond een nieuwe Oekraïens-Orthodoxe Kerk. Het Oecumenisch patriarchaat van Constantinopel erkende de nieuwe kerk als autocefaal op 5 januari 2019. De Russisch-Orthodoxe Kerk en de Oekraïens-Orthodoxe Kerk patriarchaat van Moskou erkennen de nieuwe kerk niet. Wel stapten diverse parochies van de Moskougezinde kerk over naar de nieuwe kerk. Op 17 januari 2019 bepaalde het Oekraïense parlement dat de kerk die onder het patriarchaat Moskou wil blijven vallen, in elk geval het woord ‘Russisch’ in haar naam moet opnemen.
Het is nog niet duidelijk hoeveel gelovigen zullen kiezen voor het patriarchaat van Kiev of het patriarchaat van Moskou en hoe de verdeling van de kerkgebouwen geregeld gaat worden.